# تپه کوریجان ۲
تپه کوریجان ۲ مربوط به دوران پیش از تاریخ ایران باستان - دوران‌های تاریخی پس از اسلام است و در شهرستان کبودرآهنگ، بخش مرکزی، روستای کوریجان واقع شده و این اثر در تاریخ ۱۰ دی ۱۳۸۱ با شمارهٔ ثبت ۷۰۱۳ به‌عنوان یکی از آثار ملی ایران به ثبت رسیده است.
- فهرست آثار ملی ایران
- سازمان میراث فرهنگی، صنایع دستی و گردشگری

[ دیار تاریخی کوریجان [http://www.kourijan.persianblag.ir%5Bپیوند+مرده%5D]]